# Pakat Jeroh
Pakat Jeroh is een bestuurslaag in het regentschap Bener Meriah van de provincie Atjeh, Indonesië. Pakat Jeroh telt 335 inwoners (volkstelling 2010).